# Język kalasza-ala
Język kalasza-ala (waigali) – język z grupy języków nuristańskich. Używany przez lud Kalasza (łącznie 11 500 mówiących) w kilku wioskach w środkowej części afgańskiej prowincji Kunar. Jest blisko spokrewniony z językiem tregami.